# Canada ai XXIV Giochi olimpici invernali
Il Canada ha partecipato ai XXIV Giochi olimpici invernali che si sono svolti a Pechino, Cina, dal 4 al 20 febbraio 2022. La delegazione era composta da 215 atleti, 109 uomini e 106 donne.

## Medaglie
| Riepilogo quotidiano | Riepilogo quotidiano | Riepilogo quotidiano | Riepilogo quotidiano | Riepilogo quotidiano | Riepilogo quotidiano |
| Giorno               | Data                 |                      |                      |                      | Totale               |
| -------------------- | -------------------- | -------------------- | -------------------- | -------------------- | -------------------- |
| 1º                   | 5                    | 0                    | 1                    | 1                    | 2                    |
| 2º                   | 6                    | 0                    | 0                    | 0                    | 0                    |
| 3º                   | 7                    | 1                    | 0                    | 3                    | 4                    |
| 4º                   | 8                    | 0                    | 0                    | 0                    | 0                    |
| 5º                   | 9                    | 0                    | 1                    | 1                    | 2                    |
| 6º                   | 10                   | 0                    | 2                    | 2                    | 4                    |
| 7º                   | 11                   | 0                    | 0                    | 0                    | 0                    |
| 8º                   | 12                   | 0                    | 0                    | 1                    | 1                    |
| 9º                   | 13                   | 0                    | 0                    | 1                    | 1                    |
| 10º                  | 14                   | 0                    | 0                    | 1                    | 1                    |
| 11º                  | 15                   | 1                    | 0                    | 1                    | 2                    |
| 12º                  | 16                   | 1                    | 0                    | 0                    | 1                    |
| 13º                  | 17                   | 1                    | 1                    | 0                    | 2                    |
| 14º                  | 18                   | 0                    | 2                    | 2                    | 4                    |
| 15º                  | 19                   | 0                    | 1                    | 0                    | 1                    |
| 16º                  | 20                   | 0                    | 0                    | 1                    | 1                    |
| Totale               | Totale               | 4                    | 8                    | 14                   | 26                   |

### Medagliere per disciplina
| Sport                   | Oro | Argento | Bronzo | Totale |
| ----------------------- | --- | ------- | ------ | ------ |
| Pattinaggio di velocità | 1   | 3       | 1      | 5      |
| Snowboard               | 1   | 1       | 4      | 6      |
| Short track             | 1   | 1       | 2      | 4      |
| Hockey su ghiaccio      | 1   | 0       | 0      | 1      |
| Freestyle               | 0   | 3       | 2      | 5      |
| Bob                     | 0   | 0       | 2      | 2      |
| Curling                 | 0   | 0       | 1      | 1      |
| Salto con gli sci       | 0   | 0       | 1      | 1      |
| Sci alpino              | 0   | 0       | 1      | 1      |
| Totale                  | 4   | 8       | 14     | 26     |

### Medaglie d'oro
| Medaglia | Nome | Sport                   | Evento                           |
| -------- | --- | ----------------------- | -------------------------------- |
| Oro      | Maxence Parrot | Snowboard               | Slopestyle maschile              |
| Oro      | Ivanie Blondin Valérie Maltais Isabelle Weidemann | Pattinaggio di velocità | Inseguimento a squadre femminile |
| Oro      | Charles Hamelin Maxime Laoun Steven Dubois Pascal Dion Jordan Pierre-Gilles | Short track             | 5000 m staffetta maschile        |
| Oro      | Erin Ambrose Ashton Bell Kristen Campbell Emily Clark Mélodie Daoust Ann-Renée Desbiens Renata Fast Sarah Fillier Brianne Jenner Rebecca Johnston Jocelyne Larocque Emma Maltais Emerance Maschmeyer Sarah Nurse Marie-Philip Poulin Jamie Lee Rattray Jill Saulnier Ella Shelton Natalie Spooner Laura Stacey Claire Thompson Blayre Turnbull Micah Zandee-Hart | Hockey su ghiaccio      | Torneo femminile                 |

### Medaglie d'argento
| Medaglia | Nome               | Sport                   | Evento                   |
| -------- | ------------------ | ----------------------- | ------------------------ |
| Argento  | Mikaël Kingsbury   | Freestyle               | Gobbe maschile           |
| Argento  | Steven Dubois      | Short track             | 1500 m maschile          |
| Argento  | Éliot Grondin      | Snowboard               | Snowboard cross maschile |
| Argento  | Isabelle Weidemann | Pattinaggio di velocità | 5000 m femminile         |
| Argento  | Marielle Thompson  | Freestyle               | Ski cross femminile      |
| Argento  | Cassie Sharpe      | Freestyle               | Halfpipe femminile       |
| Argento  | Laurent Dubreuil   | Pattinaggio di velocità | 1000 m maschile          |
| Argento  | Ivanie Blondin     | Pattinaggio di velocità | Mass start femminile     |

### Medaglie di bronzo
| Medaglia | Nome                                                                   | Sport                   | Evento                    |
| -------- | ---------------------------------------------------------------------- | ----------------------- | ------------------------- |
| Bronzo   | Isabelle Weidemann                                                     | Pattinaggio di velocità | 3000 m femminile          |
| Bronzo   | Mark McMorris                                                          | Snowboard               | Slopestyle maschile       |
| Bronzo   | Kim Boutin                                                             | Short track             | 500 m femminile           |
| Bronzo   | Alexandria Loutitt Matthew Soukup Abigail Strate MacKenzie Boyd-Clowes | Salto con gli sci       | Gara a squadre mista      |
| Bronzo   | Meryeta O'Dine                                                         | Snowboard               | Snowboard cross femminile |
| Bronzo   | James Crawford                                                         | Sci alpino              | Combinata maschile        |
| Bronzo   | Miha Fontaine Lewis Irving Marion Thénault                             | Freestyle               | Salti a squadre miste     |
| Bronzo   | Éliot Grondin Meryeta O'Dine                                           | Snowboard               | Snowboard cross a squadre |
| Bronzo   | Steven Dubois                                                          | Short track             | 500 m maschile            |
| Bronzo   | Christine de Bruin                                                     | Bob                     | Monobob femminile         |
| Bronzo   | Maxence Parrot                                                         | Snowboard               | Big air maschile          |
| Bronzo   | Rachael Karker                                                         | Freestyle               | Halfpipe femminile        |
| Bronzo   | Brad Gushue Mark Nichols Brett Gallant Geoff Walker Marc Kennedy       | Curling                 | Torneo maschile           |
| Bronzo   | Justin Kripps Ben Coakwell Ryan Sommer Cameron Stones                  | Bob                     | Bob a quattro maschile    |

## Delegazione
| Sport                   | Uomini | Donne | Totale |
| ----------------------- | ------ | ----- | ------ |
| Biathlon                | 4      | 4     | 8      |
| Bob                     | 12     | 6     | 18     |
| Curling                 | 6      | 6     | 12     |
| Freestyle               | 16     | 16    | 32     |
| Hockey su ghiaccio      | 25     | 23    | 48     |
| Pattinaggio di figura   | 7      | 6     | 13     |
| Pattinaggio di velocità | 8      | 8     | 16     |
| Salto con gli sci       | 2      | 2     | 4      |
| Sci alpino              | 5      | 8     | 13     |
| Sci di fondo            | 4      | 5     | 9      |
| Short track             | 5      | 5     | 10     |
| Skeleton                | 1      | 2     | 3      |
| Slittino                | 3      | 3     | 6      |
| Snowboard               | 11     | 12    | 23     |
| Totale                  | 109    | 106   | 215    |

## Biathlon
Uomini
| Atleta                                               | Evento                  | Penalità    | Tempo     | Posizione |
| ---------------------------------------------------- | ----------------------- | ----------- | --------- | --------- |
| Jules Burnotte                                       | 20 km individuale       | 3 (1+1+1+0) | 52'32"3   | 36º       |
| Christian Gow                                        | 20 km individuale       | 2 (0+0+2+0) | 52'21"9   | 24º       |
| Scott Gow                                            | 20 km individuale       | 2 (0+0+2+0) | 49'53"0   | 5º        |
| Adam Runnalls                                        | 20 km individuale       | 3 (1+0+0+2) | 53'24"7   | 33º       |
| Jules Burnotte                                       | 10 km sprint            | 2 (2+0)     | 25'50"3   | 29º       |
| Christian Gow                                        | 10 km sprint            | 0 (0+0)     | 25'15"5   | 12º       |
| Scott Gow                                            | 10 km sprint            | 2 (1+1)     | 25'56"7   | 34º       |
| Adam Runnalls                                        | 10 km sprint            | 2 (1+1)     | 26'00"5   | 35º       |
| Jules Burnotte                                       | 12,5 km inseguimento    | 5 (1+2+1+1) | 43'48"2   | 28º       |
| Christian Gow                                        | 12,5 km inseguimento    | 5 (0+2+0+3) | 44'10"5   | 35º       |
| Scott Gow                                            | 12,5 km inseguimento    | 4 (0+2+0+2) | 43'18"7   | 20º       |
| Adam Runnalls                                        | 12,5 km inseguimento    | 5 (1+0+2+2) | 43'59"9   | 30º       |
| Jules Burnotte                                       | 15 km partenza in linea | 5 (2+1+1+1) | 41'35"0   | 18º       |
| Christian Gow                                        | 15 km partenza in linea | 3 (0+0+0+3) | 41'02"5   | 13º       |
| Scott Gow                                            | 15 km partenza in linea | 7 (0+4+2+1) | 42'17"6   | 25º       |
| Jules Burnotte Christian Gow Scott Gow Adam Runnalls | Staffetta 4x7,5 km      | 11 (2+9)    | 1h21'46"5 | 6ª        |

Donne
| Atleta                                               | Evento             | Penalità    | Tempo     | Posizione |
| ---------------------------------------------------- | ------------------ | ----------- | --------- | --------- |
| Megan Bankes                                         | 15 km individuale  | 2 (0+0+0+2) | 48'47"2   | 33ª       |
| Sarah Beaudry                                        | 15 km individuale  | 5 (3+1+1+0) | 53'55"0   | 80ª       |
| Emily Dickson                                        | 15 km individuale  | 5 (2+1+0+2) | 52'26"1   | 70ª       |
| Emma Lunder                                          | 15 km individuale  | 7 (0+2+3+2) | 52'02"4   | 67ª       |
| Megan Bankes                                         | 7,5 km sprint      | 3 (1+2)     | 24'35"4   | 77ª       |
| Sarah Beaudry                                        | 7,5 km sprint      | 2 (1+1)     | 24'45"9   | 80ª       |
| Emily Dickson                                        | 7,5 km sprint      | 3 (2+1)     | 24'50"3   | 81ª       |
| Emma Lunder                                          | 7,5 km sprint      | 1 (0+1)     | 22'47"6   | 32ª       |
| Emma Lunder                                          | 10 km inseguimento | 7 (1+3+2+1) | 42'19"3   | 54ª       |
| Megan Bankes Sarah Beaudry Emily Dickson Emma Lunder | Staffetta 4x6 km   | 8 (0+8)     | 1h15'34"3 | 10ª       |

Misto
| Atleta                                            | Evento           | Penalità  | Tempo     | Posizione |
| ------------------------------------------------- | ---------------- | --------- | --------- | --------- |
| Sarah Beaudry Christian Gow Scott Gow Emma Lunder | Staffetta 4x6 km | 20 (3+17) | 1h11'12"4 | 14ª       |

## Bob
Uomini
| Atleta                                                       | Evento        | 1ª manche | 1ª manche | 2ª manche | 2ª manche | 3ª manche | 3ª manche | 4ª manche       | 4ª manche       | Totale  | Totale    |
| Atleta                                                       | Evento        | Tempo     | Posizione | Tempo     | Posizione | Tempo     | Posizione | Tempo           | Posizione       | Tempo   | Posizione |
| ------------------------------------------------------------ | ------------- | --------- | --------- | --------- | --------- | --------- | --------- | --------------- | --------------- | ------- | --------- |
| Taylor Austin Daniel Sunderland                              | Bob a due     | 1'00"11   | 21ª       | 1'00"41   | 21ª       | 1'00"29   | 19ª       | 1'00"55         | 19ª             | 4'01"36 | 20ª       |
| Justin Kripps Cameron Stones                                 | Bob a due     | 59'61     | 8ª        | 1'00"08   | 14ª       | 59"71     | 7ª        | 1'00"00         | 8ª              | 3'59"40 | 10ª       |
| Christopher Spring Mike Evelyn                               | Bob a due     | 59'54     | 6ª        | 1'00"03   | 10ª       | 59"76     | 8ª        | 59"93           | 5ª              | 3'59"26 | 7ª        |
| Taylor Austin Jay Dearborn Chris Patrician Daniel Sunderland | Bob a quattro | 59"67     | 22ª       | 59"81     | 22ª       | 59"79     | 24ª       | Non qualificati | Non qualificati | 2'59"27 | 23ª       |
| Justin Kripps Ben Coakwell Ryan Sommer Cameron Stones        | Bob a quattro | 58"38     | 3ª        | 59"00     | 5ª        | 58"44     | 5ª        | 59"27           | 3ª              | 3'55"09 |           |
| Christopher Spring Mike Evelyn Sam Giguère Cody Sorensen     | Bob a quattro | 59"10     | 12ª       | 59"33     | 10ª       | 59"10     | 10ª       | 59"46           | 11ª             | 3'56"99 | 9ª        |

Donne
| Atleta                                | Evento    | 1ª manche | 1ª manche | 2ª manche | 2ª manche | 3ª manche | 3ª manche | 4ª manche | 4ª manche | Totale  | Totale    |
| Atleta                                | Evento    | Tempo     | Posizione | Tempo     | Posizione | Tempo     | Posizione | Tempo     | Posizione | Tempo   | Posizione |
| ------------------------------------- | --------- | --------- | --------- | --------- | --------- | --------- | --------- | --------- | --------- | ------- | --------- |
| Cynthia Appiah                        | Monobob   | 1'05"75   | 12ª       | 1'05"53   | 5ª        | 1'05"78   | 8ª        | 1'05"98   | 9ª        | 4'23"04 | 8ª        |
| Christine de Bruin                    | Monobob   | 1'05"12   | 3ª        | 1'05"02   | 2ª        | 1'05"38   | 4ª        | 1'05"51   | 5ª        | 4'21"03 |           |
| Cynthia Appiah Dawn Richardson Wilson | Bob a due | 1'01"75   | 8ª        | 1'01"89   | 7ª        | 1'01"95   | 10ª       | 1'01"93   | 9ª        | 4'07"52 | 8ª        |
| Christine de Bruin Kristen Bujnowski  | Bob a due | 1'01"45   | 5ª        | 1'01"76   | 4ª        | 1'01"43   | 5ª        | 1'01"73   | 6ª        | 4'06"37 | 5ª        |
| Melissa Lotholz Sara Villani          | Bob a due | 1'02"12   | 18ª       | 1'02"09   | 10ª       | 1'01"85   | 8ª        | 1'02"31   | 15ª       | 4'08"37 | 12ª       |

## Curling
| Squadra                                                               | Torneo       | Girone               | Girone               | Girone               | Girone               | Girone               | Girone               | Girone               | Girone               | Girone               | Girone | Semifinali           | Finale / FB          | Pos. |
| Squadra                                                               | Torneo       | Avversario Punteggio | Avversario Punteggio | Avversario Punteggio | Avversario Punteggio | Avversario Punteggio | Avversario Punteggio | Avversario Punteggio | Avversario Punteggio | Avversario Punteggio | Pos.   | Avversario Punteggio | Avversario Punteggio | Pos. |
| --------------------------------------------------------------------- | ------------ | -------------------- | -------------------- | -------------------- | -------------------- | -------------------- | -------------------- | -------------------- | -------------------- | -------------------- | ------ | -------------------- | -------------------- | ---- |
| Brad Gushue Mark Nichols Brett Gallant Geoff Walker Marc Kennedy      | Maschile     | Danimarca V 10–5     | Norvegia V 6–5       | Svizzera P 3–5       | Svezia P 4–7         | Stati Uniti V 10–5   | Italia V 7–3         | Cina V 10–8          | ROC P 6–7            | Gran Bretagna P 2–5  | 3ª Q   | Svezia P 3–5         | Stati Uniti V 8–5    |      |
| Jennifer Jones Kaitlyn Lawes Jocelyn Peterman Dawn McEwen Lisa Weagle | Femminile    | Corea del Sud V 12–7 | Giappone P 5–8       | Svezia P 6–7         | Svizzera P 4–8       | ROC V 11–5           | Gran Bretagna V 7–3  | Stati Uniti V 7–6    | Cina P 9–11          | Danimarca V 10–4     | 5ª     | Non qualificate      | Non qualificate      | 5ª   |
| Rachel Homan John Morris                                              | Doppio misto | Gran Bretagna P 4–6  | Norvegia V 7–6       | Svizzera V 7–5       | Cina V 8–6           | Svezia P 2–6         | Stati Uniti V 7–2    | Rep. Ceca V 6–5      | Australia P 8–10     | Italia P 7–8         | 5ª     | Non qualificati      | Non qualificati      | 5ª   |

## Freestyle
Salti
| Atleta                                     | Evento          | Qualificazione | Qualificazione | Qualificazione | Qualificazione | Finale          | Finale          | Finale          | Finale          |
| Atleta                                     | Evento          | Salto 1        | Salto 1        | Salto 2        | Salto 2        | Salto 1         | Salto 1         | Salto 2         | Salto 2         |
| Atleta                                     | Evento          | Punti          | Posizione      | Punti          | Posizione      | Punti           | Posizione       | Punti           | Posizione       |
| ------------------------------------------ | --------------- | -------------- | -------------- | -------------- | -------------- | --------------- | --------------- | --------------- | --------------- |
| Miha Fontaine                              | Salti maschile  | 115,05         | 11º            | 107,69         | 7º             | Non qualificato | Non qualificato | Non qualificato | Non qualificato |
| Lewis Irving                               | Salti maschile  | 103,98         | 19º            | 80,99          | 17º            | Non qualificato | Non qualificato | Non qualificato | Non qualificato |
| Émile Nadeau                               | Salti maschile  | 112,83         | 13º            | 102,26         | 11º            | Non qualificato | Non qualificato | Non qualificato | Non qualificato |
| Flavie Aumond                              | Salti femminile | 76,86          | 18ª            | 73,95          | 13ª            | Non qualificata | Non qualificata | Non qualificata | Non qualificata |
| Naomy Boudreau-Guertin                     | Salti femminile | 77,43          | 16ª            | 67,04          | 12ª            | Non qualificata | Non qualificata | Non qualificata | Non qualificata |
| Marion Thénault                            | Salti femminile | 93,06          | 5ª Q           | Bye            | Bye            | 91,29           | 7ª              | Non qualificata | Non qualificata |
| Marion Thénault Miha Fontaine Lewis Irving | Squadre miste   | N.D.           | N.D.           | N.D.           | N.D.           | 326,94          | 3ª Q            | 290,98          |                 |

Freeski
| Atleta             | Evento               | Qualificazione | Qualificazione | Qualificazione | Qualificazione | Qualificazione | Finale          | Finale          | Finale          | Finale          | Finale          |
| Atleta             | Evento               | Run 1          | Run 2          | Run 3          | Migliore       | Posizione      | Run 1           | Run 2           | Run 3           | Migliore        | Posizione       |
| ------------------ | -------------------- | -------------- | -------------- | -------------- | -------------- | -------------- | --------------- | --------------- | --------------- | --------------- | --------------- |
| Teal Harle         | Big air maschile     | 26,50          | 24,25          | 20,25          | 46,75          | 31º            | Non qualificato | Non qualificato | Non qualificato | Non qualificato | Non qualificato |
| Evan McEachran     | Big air maschile     | 81,75          | 88,50          | 39,75          | 170,25         | 11º Q          | 93,00           | 22,50           | 11,50           | 115,50          | 9º              |
| Max Moffatt        | Big air maschile     | 83,00          | 64,00          | 61,00          | 147,00         | 20º            | Non qualificato | Non qualificato | Non qualificato | Non qualificato | Non qualificato |
| Édouard Therriault | Big air maschile     | 83,50          | 42,00          | 84,50          | 168,00         | 13º            | Non qualificato | Non qualificato | Non qualificato | Non qualificato | Non qualificato |
| Olivia Asselin     | Big air femminile    | 60,75          | 87,00          | 16,00          | 147,75         | 11ª Q          | 62,00           | 60,25           | 85,50           | 147,50          | 8ª              |
| Elena Gaskell      | Big air femminile    | DNS            | DNS            | DNS            | DNS            | DNS            | Non qualificata | Non qualificata | Non qualificata | Non qualificata | Non qualificata |
| Megan Oldham       | Big air femminile    | 80,00          | 91,25          | 8,25           | 171,25         | 1ª Q           | 85,00           | 89,25           | 88,75           | 178,00          | 4ª              |
| Noah Bowman        | Halfpipe maschile    | 78,25          | 85,50          | N.D.           | 85,50          | 6º Q           | 84,25           | 84,75           | 21,25           | 84,75           | 4º              |
| Simon d'Artois     | Halfpipe maschile    | 82,50          | 68,25          | N.D.           | 82,50          | 8º Q           | 7,25            | 7,00            | 63,75           | 63,75           | 10º             |
| Brendan Mackay     | Halfpipe maschile    | 87,25          | 85,00          | N.D.           | 87,25          | 5º Q           | 4,00            | 65,50           | 27,00           | 65,50           | 9º              |
| Amy Fraser         | Halfpipe femminile   | 75,25          | 75,75          | N.D.           | 75,75          | 11ª Q          | 75,25           | 35,75           | 11,00           | 75,25           | 8ª              |
| Rachael Karker     | Halfpipe femminile   | 88,50          | 89,50          | N.D.           | 89,50          | 2ª Q           | 87,75           | 85,25           | 38,00           | 87,75           |                 |
| Cassie Sharpe      | Halfpipe femminile   | 86,25          | 79,00          | N.D.           | 86,25          | 6ª Q           | 89,00           | 90,00           | 90,75           | 90,75           |                 |
| Teal Harle         | Slopestyle maschile  | 36,05          | 33,81          | N.D.           | 36,05          | 26º            | Non qualificato | Non qualificato | Non qualificato | Non qualificato | Non qualificato |
| Evan McEachran     | Slopestyle maschile  | 40,90          | 33,70          | N.D.           | 40,90          | 24º            | Non qualificato | Non qualificato | Non qualificato | Non qualificato | Non qualificato |
| Max Moffatt        | Slopestyle maschile  | 74,06          | 35,16          | N.D.           | 74,06          | 11º Q          | 47,18           | 65,31           | 70,40           | 70,40           | 9º              |
| Édouard Therriault | Slopestyle maschile  | 70,40          | 23,75          | N.D.           | 70,40          | 13º            | Non qualificato | Non qualificato | Non qualificato | Non qualificato | Non qualificato |
| Olivia Asselin     | Slopestyle femminile | 64,68          | 6,75           | N.D.           | 64,68          | 11ª Q          | 16,83           | DNS             | DNS             | 16,83           | 11ª             |
| Megan Oldham       | Slopestyle femminile | 6,45           | 63,10          | N.D.           | 63,10          | 13ª            | Non qualificata | Non qualificata | Non qualificata | Non qualificata | Non qualificata |

Gobbe
| Atleta                  | Evento          | Qualificazione | Qualificazione | Qualificazione | Qualificazione | Qualificazione | Qualificazione | Finale          | Finale          | Finale          | Finale          | Finale          | Finale          | Finale          | Finale          | Finale          |                 |
| Atleta                  | Evento          | Run 1          | Run 1          | Run 1          | Run 2          | Run 2          | Run 2          | Run 1           | Run 1           | Run 1           | Run 2           | Run 2           | Run 2           | Run 3           | Run 3           | Run 3           |                 |
| Atleta                  | Evento          | Tempo          | Totale         | Posizione      | Tempo          | Totale         | Posizione      | Tempo           | Totale          | Posizione       | Tempo           | Totale          | Posizione       | Tempo           | Totale          | Posizione       |                 |
| ----------------------- | --------------- | -------------- | -------------- | -------------- | -------------- | -------------- | -------------- | --------------- | --------------- | --------------- | --------------- | --------------- | --------------- | --------------- | --------------- | --------------- | --------------- |
| Mikaël Kingsbury        | Gobbe maschile  | 24"71          | 81,15          | 1º Q           | Bye            | Bye            | Bye            | 25"30           | 81,78           | 1º Q            | 25"50           | 79,59           | 2º Q            | 25"02           | 82,18           |                 |                 |
| Laurent Dumais          | Gobbe maschile  | 24"52          | 69,76          | 24º            | 25"32          | 71,39          | 16º            | Non qualificato | Non qualificato | Non qualificato | Non qualificato | Non qualificato | Non qualificato | Non qualificato | Non qualificato | Non qualificato |                 |
| Chloé Dufour-Lapointe   | Gobbe femminile | 28"85          | 70,31          | 11ª            | 28"77          | 70,45          | 6ª Q           | 28"93           | 73,60           | 12ª Q           | 28"65           | 72,96           | 9ª              | Non qualificata | Non qualificata | Non qualificata | Non qualificata |
| Justine Dufour-Lapointe | Gobbe femminile | 29"29          | 71,45          | 10ª Q          | Bye            | Bye            | Bye            | DNF             | DNF             | DNF             | Non qualificata | Non qualificata | Non qualificata | Non qualificata | Non qualificata | Non qualificata |                 |
| Sofiane Gagnon          | Gobbe femminile | 28"61          | 68,47          | 14ª            | 28"39          | 75,63          | 1ª Q           | 28"36           | 74,44           | 8ª Q            | DNF             | DNF             | DNF             | Non qualificata | Non qualificata | Non qualificata |                 |

Ski cross
| Atleta            | Evento              | Posizionamento | Posizionamento | Ottavi    | Quarti    | Semifinale      | Finale / Finale B | Finale / Finale B |
| Atleta            | Evento              | Tempo          | Posizione      | Posizione | Posizione | Posizione       | Posizione         | Totale            |
| ----------------- | ------------------- | -------------- | -------------- | --------- | --------- | --------------- | ----------------- | ----------------- |
| Kevin Drury       | Ski cross maschile  | 1'13"11        | 15º            | 2º Q      | 3º        | Non qualificato | Non qualificato   | 12º               |
| Reece Howden      | Ski cross maschile  | 1'12"37        | 5º             | 1º Q      | 3º        | Non qualificato | Non qualificato   | 9º                |
| Brady Leman       | Ski cross maschile  | 1'12"30        | 4º             | 2º Q      | 2º Q      | 4º QB           | 2º                | 6º                |
| Jared Schmidt     | Ski cross maschile  | 1'12"39        | 6º             | 2º Q      | 3º        | Non qualificato | Non qualificato   | 10º               |
| Courtney Hoffos   | Ski cross femminile | 1'18"28        | 8ª             | 1ª Q      | 2ª Q      | 4ª QB           | 2ª                | 6ª                |
| Brittany Phelan   | Ski cross femminile | 1'18"17        | 7ª             | 1ª Q      | 2ª Q      | 3ª QB           | 1ª                | 5ª                |
| Hannah Schmidt    | Ski cross femminile | 1'18"07        | 4ª             | 1ª Q      | 2ª Q      | 3ª QB           | 3ª                | 7ª                |
| Marielle Thompson | Ski cross femminile | 1'18"16        | 5ª             | 1ª Q      | 1ª Q      | 2ª Q            | 2ª                |                   |

## Hockey su ghiaccio
| Squadra             | Torneo    | Girone               | Girone               | Girone               | Girone               | Girone | Playoff              | Quarti               | Semifinali           | Finale               | Pos. |
| Squadra             | Torneo    | Avversario Punteggio | Avversario Punteggio | Avversario Punteggio | Avversario Punteggio | Pos.   | Avversario Punteggio | Avversario Punteggio | Avversario Punteggio | Avversario Punteggio | Pos. |
| ------------------- | --------- | -------------------- | -------------------- | -------------------- | -------------------- | ------ | -------------------- | -------------------- | -------------------- | -------------------- | ---- |
| Nazionale maschile  | Maschile  | Germania V 5–1       | Stati Uniti P 2–4    | Cina V 5–0           | N.D.                 | 2ª q   | Cina V 7–2           | Svezia P 0–2         | Non qualificata      | Non qualificata      | 6ª   |
| Nazionale femminile | Femminile | Svizzera V 12–1      | Finlandia V 11–1     | ROC V 6–1            | Stati Uniti V 4–2    | 1ª Q   | N.D.                 | Svezia V 11–0        | Svizzera V 10–3      | Stati Uniti V 3–2    |      |

## Pattinaggio di figura
| Atleta / coppia                                                                                     | Evento            | Programma corto | Programma corto | Programma libero | Programma libero | Totale          | Totale    |
| Atleta / coppia                                                                                     | Evento            | Punti           | Posizione       | Punti            | Posizione        | Punti           | Posizione |
| --------------------------------------------------------------------------------------------------- | ----------------- | --------------- | --------------- | ---------------- | ---------------- | --------------- | --------- |
| Keegan Messing                                                                                      | Singolo maschile  | 93,24           | 9º Q            | 172,37           | 11º              | 265,61          | 11º       |
| Roman Sadovsky                                                                                      | Singolo maschile  | 62,77           | 29º             | Non qualificato  | Non qualificato  | Non qualificato | 29º       |
| Madeline Schizas                                                                                    | Singolo femminile | 60,53           | 20ª Q           | 115,03           | 18ª              | 175,56          | 19ª       |
| Vanessa James e Eric Radford                                                                        | Coppie            | 63,03           | 12ª Q           | 117,96           | 12ª              | 180,99          | 12ª       |
| Kirsten Moore-Towers e Michael Marinaro                                                             | Coppie            | 62,51           | 13ª Q           | 118,86           | 10ª              | 181,37          | 10ª       |
| Laurence Fournier Beaudry e Nikolaj Sørensen                                                        | Danza su ghiaccio | 78,54           | 8ª Q            | 113,81           | 11ª              | 192,35          | 9ª        |
| Piper Gilles e Paul Poirier                                                                         | Danza su ghiaccio | 83,52           | 6ª Q            | 121,26           | 7ª               | 204,78          | 7ª        |
| Marjorie Lajoie e Zachary Lagha                                                                     | Danza su ghiaccio | 72,59           | 13ª Q           | 108,43           | 13ª              | 181,02          | 13ª       |
| Roman Sadovsky Madeline Schizas Kirsten Moore-Towers e Michael Marinaro Piper Gilles e Paul Poirier | Gara a squadre    | 24              | 4ª Q            | 29               | 3ª               | 53              | 4ª        |

## Pattinaggio di velocità
| Atleta                   | Evento           | Tempo    | Posizione |
| ------------------------ | ---------------- | -------- | --------- |
| Laurent Dubreuil         | 500 m maschile   | 34"522   | 4º        |
| Antoine Gélinas-Beaulieu | 500 m maschile   | 35"840   | 29º       |
| Gilmore Junio            | 500 m maschile   | 35"162   | 21º       |
| Marsha Hudey             | 500 m femminile  | 38"79    | 21ª       |
| Brooklyn McDougall       | 500 m femminile  | 38"84    | 22ª       |
| Heather McLean           | 500 m femminile  | 39"31    | 27ª       |
| Laurent Dubreuil         | 1000 m maschile  | 1'08"32  |           |
| Antoine Gélinas-Beaulieu | 1000 m maschile  | 1'10"075 | 22º       |
| Connor Howe              | 1000 m maschile  | 1'08"97  | 12º       |
| Maddison Pearman         | 1000 m femminile | 1'17"66  | 26ª       |
| Alexa Scott              | 1000 m femminile | 1'15"79  | 12ª       |
| Antoine Gélinas-Beaulieu | 1500 m maschile  | 1'48"00  | 23º       |
| Tyson Langelaar          | 1500 m maschile  | 1'44"86  | 5º        |
| Tyson Langelaar          | 1500 m maschile  | 1'47"81  | 22º       |
| Ivanie Blondin           | 1500 m femminile | 1'56"49  | 13ª       |
| Maddison Pearman         | 1500 m femminile | 1'59"89  | 24ª       |
| Ivanie Blondin           | 3000 m femminile | 4'06"40  | 14ª       |
| Valérie Maltais          | 3000 m femminile | 4'04"27  | 12ª       |
| Isabelle Weidemann       | 3000 m femminile | 3'58"64  |           |
| Ted-Jan Bloemen          | 5000 m maschile  | 6'19"11  | 10º       |
| Isabelle Weidemann       | 5000 m femminile | 6'48"18  |           |
| Ted-Jan Bloemen          | 10000 m maschile | 13'01"39 | 8º        |
| Graeme Fish              | 10000 m maschile | 12'58"80 | 6º        |

Mass start
| Atleta                   | Evento               | Semifinale | Semifinale | Semifinale | Finale | Finale  | Finale    |
| Atleta                   | Evento               | Punti      | Tempo      | Posizione  | Punti  | Tempo   | Posizione |
| ------------------------ | -------------------- | ---------- | ---------- | ---------- | ------ | ------- | --------- |
| Jordan Belchos           | Mass start maschile  | 8          | 7'46"05    | 5º Q       | 0      | 7'48"14 | 13º       |
| Antoine Gélinas-Beaulieu | Mass start maschile  | 3          | 7'56"93    | 6º Q       | 0      | 8'13"35 | 15º       |
| Ivanie Blondin           | Mass start femminile | 65         | 8'28"68    | 1ª Q       | 40     | 8'14"79 |           |
| Valérie Maltais          | Mass start femminile | 3          | 8'35"47    | 7ª Q       | 6      | 8'20"46 | 6ª        |

Inseguimento a squadre
| Atleta                                            | Evento                           | Quarti di finale | Quarti di finale | Semifinale            | Semifinale      | Finale                                  | Finale    |
| Atleta                                            | Evento                           | Tempo            | Posizione        | Avversario Tempo      | Posizione       | Avversario Tempo                        | Posizione |
| ------------------------------------------------- | -------------------------------- | ---------------- | ---------------- | --------------------- | --------------- | --------------------------------------- | --------- |
| Jordan Belchos Ted-Jan Bloemen Connor Howe        | Inseguimento a squadre maschile  | 3'40"17          | 5ª               | Non qualificati       | Non qualificati | Finale 5º posto Corea del Sud V 3'40"39 | 5ª        |
| Ivanie Blondin Valérie Maltais Isabelle Weidemann | Inseguimento a squadre femminile | 2'53"97          | 2ª Q             | Paesi Bassi V 2'54"97 | 1ª Q            | Giappone V 2'53"44                      |           |

## Salto con gli sci
| Atleta                                                                 | Evento                       | Qualificazione | Qualificazione | Qualificazione | Finale      | Finale      | Finale      | Finale          | Finale          | Finale          | Finale          | Finale          |
| Atleta                                                                 | Evento                       | Qualificazione | Qualificazione | Qualificazione | Primo salto | Primo salto | Primo salto | Secondo salto   | Secondo salto   | Secondo salto   | Totale          | Totale          |
| Atleta                                                                 | Evento                       | Lunghezza      | Punti          | Posizione      | Lunghezza   | Punti       | Posizione   | Lunghezza       | Punti           | Posizione       | Punti           | Posizione       |
| ---------------------------------------------------------------------- | ---------------------------- | -------------- | -------------- | -------------- | ----------- | ----------- | ----------- | --------------- | --------------- | --------------- | --------------- | --------------- |
| MacKenzie Boyd-Clowes                                                  | Trampolino normale maschile  | 94,5 m         | 97,1           | 17º Q          | 100,5 m     | 129,8       | 12º Q       | 100,0 m         | 122,8           | 19º             | 252,6           | 16º             |
| Matthew Soukup                                                         | Trampolino normale maschile  | 75,0 m         | 52,7           | 47º Q          | 92,0 m      | 103,0       | 45º         | Non qualificato | Non qualificato | Non qualificato | Non qualificato | Non qualificato |
| MacKenzie Boyd-Clowes                                                  | Trampolino lungo maschile    | 122,0 m        | 115,8          | 18º Q          | 128,5 m     | 119,2       | 33º         | Non qualificato | Non qualificato | Non qualificato | Non qualificato | Non qualificato |
| Matthew Soukup                                                         | Trampolino lungo maschile    | 108,5 m        | 82,0           | 47º Q          | 115,0 m     | 90,8        | 49º         | Non qualificato | Non qualificato | Non qualificato | Non qualificato | Non qualificato |
| Alexandria Loutitt                                                     | Trampolino normale femminile | N.D.           | N.D.           | N.D.           | DSQ         | DSQ         | DSQ         | Non qualificata | Non qualificata | Non qualificata | Non qualificata | Non qualificata |
| Abigail Strate                                                         | Trampolino normale femminile | N.D.           | N.D.           | N.D.           | 75,5 m      | 71,7        | 26ª Q       | 84,5 m          | 90,2            | 12ª             | 161,9           | 23ª             |
| MacKenzie Boyd-Clowes Matthew Soukup Alexandria Loutitt Abigail Strate | Gara a squadre mista         | N.D.           | N.D.           | N.D.           | 366,0 m     | 415,4       | 4ª Q        | 372,0 m         | 429,2           | 5ª              | 844,6           |                 |

## Sci alpino
Uomini
| Atleta             | Evento          | 1ª manche | 1ª manche | 2ª manche       | 2ª manche       | Totale          | Totale          |
| Atleta             | Evento          | Tempo     | Posizione | Tempo           | Posizione       | Tempo           | Posizione       |
| ------------------ | --------------- | --------- | --------- | --------------- | --------------- | --------------- | --------------- |
| James Crawford     | Discesa libera  | N.D.      | N.D.      | N.D.            | N.D.            | 1'42"92         | 4º              |
| Brodie Seger       | Discesa libera  | N.D.      | N.D.      | N.D.            | N.D.            | 1'44"68         | 22º             |
| Broderick Thompson | Discesa libera  | N.D.      | N.D.      | N.D.            | N.D.            | DNF             | DNF             |
| James Crawford     | Supergigante    | N.D.      | N.D.      | N.D.            | N.D.            | 1'20"79         | 6º              |
| Trevor Philp       | Supergigante    | N.D.      | N.D.      | N.D.            | N.D.            | 1'21"34         | 10º             |
| Brodie Seger       | Supergigante    | N.D.      | N.D.      | N.D.            | N.D.            | DNF             | DNF             |
| Broderick Thompson | Supergigante    | N.D.      | N.D.      | N.D.            | N.D.            | DNF             | DNF             |
| Trevor Philp       | Slalom gigante  | 1'07"14   | 25º       | 1'11"94         | 24º             | 2'19"08         | 24º             |
| Erik Read          | Slalom gigante  | 2'19"08   | 16º       | 1'07"67         | 12º             | 2'12"44         | 13º             |
| Trevor Philp       | Slalom speciale | DNF       | DNF       | Non qualificato | Non qualificato | Non qualificato | Non qualificato |
| Erik Read          | Slalom speciale | 55"90     | 22º       | 53"20           | 24º             | 1'49"10         | 24º             |
| James Crawford     | Combinata       | 1'43"14   | 2º        | 48"97           | 7º              | 2'32"11         |                 |
| Trevor Philp       | Combinata       | 1'46"84   | 19º       | DNF             | DNF             | DNF             | DNF             |
| Brodie Seger       | Combinata       | 1'43"54   | 3º        | 51"49           | 10º             | 2'35"03         | 9º              |
| Broderick Thompson | Combinata       | 1'44"39   | 8º        | 49"81           | 8º              | 2'34"20         | 8º              |

Donne
| Atleta               | Evento          | 1ª manche | 1ª manche | 2ª manche       | 2ª manche       | Totale          | Totale          |
| Atleta               | Evento          | Tempo     | Posizione | Tempo           | Posizione       | Tempo           | Posizione       |
| -------------------- | --------------- | --------- | --------- | --------------- | --------------- | --------------- | --------------- |
| Marie-Michèle Gagnon | Discesa libera  | N.D.      | N.D.      | N.D.            | N.D.            | 1'33"45         | 8ª              |
| Roni Remme           | Discesa libera  | N.D.      | N.D.      | N.D.            | N.D.            | 1'35"36         | 24ª             |
| Marie-Michèle Gagnon | Supergigante    | N.D.      | N.D.      | N.D.            | N.D.            | 1'14"65         | 14ª             |
| Roni Remme           | Supergigante    | N.D.      | N.D.      | N.D.            | N.D.            | 1'15"78         | 24ª             |
| Cassidy Gray         | Slalom gigante  | DNF       | DNF       | Non qualificata | Non qualificata | Non qualificata | Non qualificata |
| Valérie Grenier      | Slalom gigante  | DNF       | DNF       | Non qualificata | Non qualificata | Non qualificata | Non qualificata |
| Erin Mielzynski      | Slalom speciale | 53"93     | 17ª       | 53"59           | 22ª             | 1'47"52         | 16ª             |
| Ali Nullmeyer        | Slalom speciale | 54"67     | 23ª       | 53"29           | 17ª             | 1'47"96         | 21ª             |
| Amelia Smart         | Slalom speciale | 55"26     | 28ª       | 54"06           | 26ª             | 1'49"32         | 27ª             |
| Laurence St-Germain  | Slalom speciale | 54"51     | 22ª       | 53"06           | 10ª             | 1'47"57         | 17ª             |
| Roni Remme           | Combinata       | DNF       | DNF       | Non qualificata | Non qualificata | Non qualificata | Non qualificata |

Misto
| Atleta                                              | Evento         | Ottavi                       | Quarti               | Semifinale           | Finale               | Finale    |
| Atleta                                              | Evento         | Avversario Risultato         | Avversario Risultato | Avversario Risultato | Avversario Risultato | Posizione |
| --------------------------------------------------- | -------------- | ---------------------------- | -------------------- | -------------------- | -------------------- | --------- |
| Cassidy Gray Erin Mielzynski Trevor Philp Erik Read | Gara a squadre | Slovenia P 2–2 (48"24–47"92) | Non qualificata      | Non qualificata      | Non qualificata      | 9ª        |

## Sci di fondo
Distanza
| Atleta                                                                        | Evento                     | Tecnica classica | Tecnica classica | Tecnica libera | Tecnica libera | Totale    | Totale   | Totale    |
| Atleta                                                                        | Evento                     | Tempo            | Posizione        | Tempo          | Posizione      | Tempo     | Distacco | Posizione |
| ----------------------------------------------------------------------------- | -------------------------- | ---------------- | ---------------- | -------------- | -------------- | --------- | -------- | --------- |
| Antoine Cyr                                                                   | 15 km maschile             | N.D.             | N.D.             | N.D.           | N.D.           | 41'17"7   | +3'22"9  | 37º       |
| Rémi Drolet                                                                   | 15 km maschile             | N.D.             | N.D.             | N.D.           | N.D.           | 41'07"7   | +3'12"9  | 33º       |
| Olivier Léveillé                                                              | 15 km maschile             | N.D.             | N.D.             | N.D.           | N.D.           | 40'52"0   | +2'57"2  | 29º       |
| Antoine Cyr                                                                   | Skiathlon maschile         | 42'27"3          | 39º              | 42'25"2        | 45º            | 1h25'26"0 | +9'16"2  | 42º       |
| Rémi Drolet                                                                   | Skiathlon maschile         | 44'39"9          | 55º              | LAP            | LAP            | LAP       | LAP      | LAP       |
| Olivier Léveillé                                                              | Skiathlon maschile         | 42'07"5          | 34º              | 41'03"3        | 36º            | 1h23'42"0 | +7'32"2  | 31º       |
| Rémi Drolet                                                                   | 50 km maschile             | N.D.             | N.D.             | N.D.           | N.D.           | 1h16'27"1 | +4'54"4  | 35º       |
| Olivier Léveillé                                                              | 50 km maschile             | N.D.             | N.D.             | N.D.           | N.D.           | 1h15'54"3 | +4'21"6  | 27º       |
| Antoine Cyr Rémi Drolet Olivier Léveillé Graham Ritchie                       | Staffetta 4x10 km maschile | 1h04'48"9        | 13ª              | 59"12"2        | 11ª            | 2h04'01"1 | +9'10"4  | 11ª       |
| Dahria Beatty                                                                 | 10 km femminile            | N.D.             | N.D.             | N.D.           | N.D.           | 30'00"2   | +1'53"9  | 18ª       |
| Olivia Bouffard-Nesbitt                                                       | 10 km femminile            | N.D.             | N.D.             | N.D.           | N.D.           | 33'01"1   | +4'54"8  | 61ª       |
| Cendrine Browne                                                               | 10 km femminile            | N.D.             | N.D.             | N.D.           | N.D.           | 31'47"9   | +3'41"6  | 48ª       |
| Katherine Stewart-Jones                                                       | 10 km femminile            | N.D.             | N.D.             | N.D.           | N.D.           | 31'08"6   | +3'02"3  | 36ª       |
| Dahria Beatty                                                                 | Skiathlon femminile        | 24'40"1          | 34ª              | 23'34"7        | 31ª            | 48'52"0   | +4'38"3  | 28ª       |
| Olivia Bouffard-Nesbitt                                                       | Skiathlon femminile        | 25'27"3          | 46ª              | 24'11"7        | 42ª            | 50'11"7   | +5'58"0  | 44ª       |
| Cendrine Browne                                                               | Skiathlon femminile        | 24'15"7          | 19ª              | 23'08"1        | 20ª            | 47'58"1   | +3'44"4  | 20ª       |
| Katherine Stewart-Jones                                                       | Skiathlon femminile        | 24'16"4          | 20ª              | 23'22"7        | 25ª            | 48'17"3   | +4'03"6  | 23ª       |
| Dahria Beatty                                                                 | 30 km femminile            | N.D.             | N.D.             | N.D.           | N.D.           | 1h36'08"2 | +11'14"2 | 39ª       |
| Cendrine Browne                                                               | 30 km femminile            | N.D.             | N.D.             | N.D.           | N.D.           | 1h31'21"6 | +6'27"6  | 16ª       |
| Laura Leclair                                                                 | 30 km femminile            | N.D.             | N.D.             | N.D.           | N.D.           | 1h40'14"5 | +15'20"5 | 51ª       |
| Katherine Stewart-Jones                                                       | 30 km femminile            | N.D.             | N.D.             | N.D.           | N.D.           | 1h32'33"3 | +7'39"3  | 30ª       |
| Dahria Beatty Olivia Bouffard-Nesbitt Cendrine Browne Katherine Stewart-Jones | Staffetta 4x5 km femminile | 30'06"1          | 8ª               | 27'14"8        | 9ª             | 57'20"9   | +3'39"9  | 9ª        |

Sprint
| Atleta                                | Evento                     | Qualificazione | Qualificazione | Quarti          | Quarti          | Semifinale      | Semifinale      | Finale          | Finale          |
| Atleta                                | Evento                     | Tempo          | Posizione      | Tempo           | Posizione       | Tempo           | Posizione       | Tempo           | Posizione       |
| ------------------------------------- | -------------------------- | -------------- | -------------- | --------------- | --------------- | --------------- | --------------- | --------------- | --------------- |
| Antoine Cyr                           | Sprint maschile            | 3'02"59        | 56º            | Non qualificato | Non qualificato | Non qualificato | Non qualificato | Non qualificato | Non qualificato |
| Olivier Léveillé                      | Sprint maschile            | 3'02"26        | 54º            | Non qualificato | Non qualificato | Non qualificato | Non qualificato | Non qualificato | Non qualificato |
| Graham Ritchie                        | Sprint maschile            | 2'55"04        | 34º            | Non qualificato | Non qualificato | Non qualificato | Non qualificato | Non qualificato | Non qualificato |
| Antoine Cyr Graham Ritchie            | Sprint a squadre maschile  | N.D.           | N.D.           | N.D.            | N.D.            | 20'18"71        | 4ª Q            | 19'45"30        | 5ª              |
| Dahria Beatty                         | Sprint femminile           | 3'23"54        | 28ª Q          | 3'18"73         | 5ª              | Non qualificata | Non qualificata | Non qualificata | Non qualificata |
| Olivia Bouffard-Nesbitt               | Sprint femminile           | 3'25"92        | 40ª            | Non qualificata | Non qualificata | Non qualificata | Non qualificata | Non qualificata | Non qualificata |
| Cendrine Browne                       | Sprint femminile           | 3'24"85        | 35ª            | Non qualificata | Non qualificata | Non qualificata | Non qualificata | Non qualificata | Non qualificata |
| Laura Leclair                         | Sprint femminile           | 3'35"31        | 58ª            | Non qualificata | Non qualificata | Non qualificata | Non qualificata | Non qualificata | Non qualificata |
| Katherine Stewart-Jones Dahria Beatty | Sprint a squadre femminile | N.D.           | N.D.           | N.D.            | N.D.            | 24'03"72        | 6ª              | Non qualificate | Non qualificate |

## Short track
Uomini
| Atleta                                                                      | Evento           | Batterie | Batterie  | Quarti          | Quarti          | Semifinale      | Semifinale      | Finale          | Finale          |
| Atleta                                                                      | Evento           | Tempo    | Posizione | Tempo           | Posizione       | Tempo           | Posizione       | Tempo           | Posizione       |
| --------------------------------------------------------------------------- | ---------------- | -------- | --------- | --------------- | --------------- | --------------- | --------------- | --------------- | --------------- |
| Steven Dubois                                                               | 500 m            | 40"399   | 1º Q      | 40"494          | 2º Q            | 40"825          | 4º ADV          | 40"669          |                 |
| Maxime Laoun                                                                | 500 m            | DNF      | DNF       | Non qualificato | Non qualificato | Non qualificato | Non qualificato | Non qualificato | Non qualificato |
| Jordan Pierre-Gilles                                                        | 500 m            | 40"488   | 2º Q      | DNF             | DNF             | Non qualificato | Non qualificato | Non qualificato | Non qualificato |
| Pascal Dion                                                                 | 1000 m           | 1'24"711 | 2º Q      | DNF             | DNF             | Non qualificato | Non qualificato | Non qualificato | Non qualificato |
| Jordan Pierre-Gilles                                                        | 1000 m           | 1'24"067 | 2º Q      | DSQ             | DSQ             | Non qualificato | Non qualificato | Non qualificato | Non qualificato |
| Pascal Dion                                                                 | 1500 m           | N.D.     | N.D.      | 2'09"723        | 2º Q            | 2'15"271        | 7               | Non qualificato | Non qualificato |
| Steven Dubois                                                               | 1500 m           | N.D.     | N.D.      | 2'15"123        | 3º Q            | 2'38"000        | 6º ADV          | 2'09"254        |                 |
| Charles Hamelin                                                             | 1500 m           | N.D.     | N.D.      | 2'11"239        | 1º Q            | DSQ             | DSQ             | Non qualificato | Non qualificato |
| Charles Hamelin Maxime Laoun Steven Dubois Pascal Dion Jordan Pierre-Gilles | 5000 m staffetta | N.D.     | N.D.      | N.D.            | N.D.            | 6'38"752        | 1ª Q            | 6'41"257        |                 |

Donne
| Atleta                                                       | Evento           | Batterie | Batterie  | Quarti          | Quarti          | Semifinale      | Semifinale      | Finale / Finale B | Finale / Finale B |
| Atleta                                                       | Evento           | Tempo    | Posizione | Tempo           | Posizione       | Tempo           | Posizione       | Tempo             | Posizione         |
| ------------------------------------------------------------ | ---------------- | -------- | --------- | --------------- | --------------- | --------------- | --------------- | ----------------- | ----------------- |
| Kim Boutin                                                   | 500 m            | 42"732   | 1ª Q      | 42"391          | 1ª Q            | 42"664          | 2ª Q            | 42"724            |                   |
| Florence Brunelle                                            | 500 m            | 43"477   | 2ª Q      | DSQ             | DSQ             | Non qualificata | Non qualificata | Non qualificata   | Non qualificata   |
| Alyson Charles                                               | 500 m            | 42"991   | 2ª Q      | 1'07"206        | 4ª ADV          | 42"829          | 4ª QB           | 43"273            | 8ª                |
| Kim Boutin                                                   | 1000 m           | DNF      | DNF       | Non qualificata | Non qualificata | Non qualificata | Non qualificata | Non qualificata   | Non qualificata   |
| Alyson Charles                                               | 1000 m           | 1'29"87  | 3ª ADV    | 1'30"161        | 5ª              | Non qualificata | Non qualificata | Non qualificata   | Non qualificata   |
| Courtney Sarault                                             | 1000 m           | 1'27"798 | 1ª Q      | 1'29"450        | 3ª              | Non qualificata | Non qualificata | Non qualificata   | Non qualificata   |
| Danaé Blais                                                  | 1500 m           | N.D.     | N.D.      | DNF             | DNF             | Non qualificata | Non qualificata | Non qualificata   | Non qualificata   |
| Kim Boutin                                                   | 1500 m           | N.D.     | N.D.      | 2'17"739        | 1ª Q            | 2'22"371        | 3ª QB           | 2'45"568          | 10ª               |
| Courtney Sarault                                             | 1500 m           | N.D.     | N.D.      | 2'20"365        | 1ª Q            | 2'18"316        | 4ª QB           | 2'45"606          | 11ª               |
| Kim Boutin Florence Brunelle Alyson Charles Courtney Sarault | 3000 m staffetta | N.D.     | N.D.      | N.D.            | N.D.            | 4'05"89         | 1ª Q            | 4'04"329          | 4ª                |

Misto
| Atleta                                                                                       | Evento           | Quarti   | Quarti    | Semifinale | Semifinale | Finale | Finale    |
| Atleta                                                                                       | Evento           | Tempo    | Posizione | Tempo      | Posizione  | Tempo  | Posizione |
| -------------------------------------------------------------------------------------------- | ---------------- | -------- | --------- | ---------- | ---------- | ------ | --------- |
| Courtney Sarault Kim Boutin Florence Brunelle Jordan Pierre-Gilles Steven Dubois Pascal Dion | 2000 m staffetta | 2'36"747 | 2ª Q      | 2'36"808   | 1ª Q       | DSQ    | DSQ       |

## Skeleton
| Atleta         | Evento            | 1ª manche | 1ª manche | 2ª manche | 2ª manche | 3ª manche | 3ª manche | 4ª manche | 4ª manche | Totale  | Totale    |
| Atleta         | Evento            | Tempo     | Posizione | Tempo     | Posizione | Tempo     | Posizione | Tempo     | Posizione | Tempo   | Posizione |
| -------------- | ----------------- | --------- | --------- | --------- | --------- | --------- | --------- | --------- | --------- | ------- | --------- |
| Blake Enzie    | Singolo maschile  | 1'01"65   | 19º       | 1'01"76   | 20º       | 1'01"93   | 21º       | 1'01"54   | 19º       | 4'06"88 | 20º       |
| Jane Channell  | Singolo femminile | 1'02"59   | 13ª       | 1'03"31   | 22ª       | 1'02"71   | 19ª       | 1'02"34   | 10ª       | 4'10"95 | 17ª       |
| Mirela Rahneva | Singolo femminile | 1'02"03   | 1ª        | 1'03"14   | 18ª       | 1'01"72   | 2ª        | 1'02"26   | 6ª        | 4'09"15 | 5ª        |

## Slittino
| Atleta                                               | Evento            | 1ª manche | 1ª manche | 2ª manche | 2ª manche | 3ª manche | 3ª manche | 4ª manche | 4ª manche | Totale   | Totale    |
| Atleta                                               | Evento            | Tempo     | Posizione | Tempo     | Posizione | Tempo     | Posizione | Tempo     | Posizione | Tempo    | Posizione |
| ---------------------------------------------------- | ----------------- | --------- | --------- | --------- | --------- | --------- | --------- | --------- | --------- | -------- | --------- |
| Reid Watts                                           | Singolo maschile  | 58"049    | 14º       | 59"071    | 25º       | 58"108    | 15º       | 58"065    | 16º       | 3'53"293 | 17º       |
| Natalie Corless                                      | Singolo femminile | 59"193    | 15ª       | 59"316    | 17ª       | 59"176    | 21ª       | 59"570    | 15ª       | 3'57"255 | 16ª       |
| Trinity Ellis                                        | Singolo femminile | 59"219    | 16ª       | 59"053    | 11ª       | 58"888    | 13ª       | 59"704    | 17ª       | 3'56"864 | 14ª       |
| Makena Hodgson                                       | Singolo femminile | 59"505    | 19ª       | 59"477    | 18ª       | 59"286    | 22ª       | 59"268    | 13ª       | 3'57"536 | 17ª       |
| Tristan Walker Justin Snith                          | Doppio            | 58"895    | 7ª        | 59"023    | 8ª        | N.D.      | N.D.      | N.D.      | N.D.      | 1'57"918 | 7ª        |
| Trinity Ellis Reid Watts Tristan Walker Justin Snith | Gara a squadre    | 1'00"880  | 7ª        | 1'02"222  | 7ª        | 1'02"133  | 3ª        | N.D.      | N.D.      | 3'05"235 | 6ª        |

## Snowboard
Freestyle
| Atleta            | Evento               | Qualificazione | Qualificazione | Qualificazione | Qualificazione | Qualificazione | Finale          | Finale          | Finale          | Finale          | Finale          |
| Atleta            | Evento               | Run 1          | Run 2          | Run 3          | Migliore       | Posizione      | Run 1           | Run 2           | Run 3           | Migliore        | Posizione       |
| ----------------- | -------------------- | -------------- | -------------- | -------------- | -------------- | -------------- | --------------- | --------------- | --------------- | --------------- | --------------- |
| Mark McMorris     | Big air maschile     | 81,50          | 65,75          | 65,75          | 147,25         | 8º Q           | 80,50           | 21,00           | 33,25           | 113,75          | 10º             |
| Maxence Parrot    | Big air maschile     | 78,25          | 86,50          | 26,50          | 164,75         | 1º Q           | 28,25           | 94,00           | 76,25           | 170,25          |                 |
| Darcy Sharpe      | Big air maschile     | 29,00          | 77,50          | 64,50          | 142,00         | 12º Q          | 20,00           | 82,00           | 5,75            | 87,75           | 12º             |
| Sébastien Toutant | Big air maschile     | 67,00          | 22,50          | 11,25          | 89,50          | 26º            | Non qualificato | Non qualificato | Non qualificato | Non qualificato | Non qualificato |
| Jasmine Baird     | Big air femminile    | 69,00          | 60,50          | 69,00          | 129,50         | 10ª Q          | 68,75           | 48,75           | 61,25           | 130,00          | 7ª              |
| Laurie Blouin     | Big air femminile    | 68,00          | 67,25          | 88,25          | 156,25         | 4ª Q           | 13,50           | 86,25           | 28,75           | 115,00          | 8ª              |
| Brooke Voigt      | Big air femminile    | 65,00          | 31,00          | 17,50          | 96,00          | 21ª            | Non qualificata | Non qualificata | Non qualificata | Non qualificata | Non qualificata |
| Liam Gill         | Halfpipe maschile    | 16,75          | 15,50          | N.D.           | 16,75          | 23º            | Non qualificato | Non qualificato | Non qualificato | Non qualificato | Non qualificato |
| Brooke D'Hondt    | Halfpipe femminile   | 69,25          | 70,00          | N.D.           | 70,00          | 10ª Q          | 66,75           | 11,00           | 9,00            | 66,75           | 10ª             |
| Elizabeth Hosking | Halfpipe femminile   | 10,00          | 70,53          | N.D.           | 70,53          | 9ª Q           | 73,00           | 79,25           | 5,00            | 79,25           | 6ª              |
| Mark McMorris     | Slopestyle maschile  | 62,70          | 83,30          | N.D.           | 83,30          | 2º Q           | 76,98           | 80,85           | 88,53           | 88,53           |                 |
| Maxence Parrot    | Slopestyle maschile  | 70,11          | 36,68          | N.D.           | 70,11          | 10º Q          | 79,86           | 90,96           | 36,56           | 90,96           |                 |
| Darcy Sharpe      | Slopestyle maschile  | 45,46          | 25,15          | N.D.           | 45,46          | 23º            | Non qualificato | Non qualificato | Non qualificato | Non qualificato | Non qualificato |
| Sébastien Toutant | Slopestyle maschile  | 23,68          | 71,06          | N.D.           | 71,06          | 8º Q           | 52,63           | 30,40           | 54,00           | 54,00           | 9º              |
| Jasmine Baird     | Slopestyle femminile | 49,50          | 14,41          | N.D.           | 49,50          | 16ª            | Non qualificata | Non qualificata | Non qualificata | Non qualificata | Non qualificata |
| Laurie Blouin     | Slopestyle femminile | 66,85          | 71,55          | N.D.           | 71,55          | 7ª Q           | 77,96           | 46,70           | 81,42           | 81,42           | 4ª              |
| Brooke Voigt      | Slopestyle femminile | 37,11          | 12,78          | N.D.           | 37,11          | 22ª            | Non qualificata | Non qualificata | Non qualificata | Non qualificata | Non qualificata |

Parallelo
| Atleta             | Evento                             | Qualificazione | Qualificazione | Ottavi               | Quarti               | Semifinale           | Finale               | Finale          |
| Atleta             | Evento                             | Tempo          | Posizione      | Avversario Risultato | Avversario Risultato | Avversario Risultato | Avversario Risultato | Posizione       |
| ------------------ | ---------------------------------- | -------------- | -------------- | -------------------- | -------------------- | -------------------- | -------------------- | --------------- |
| Sébastien Beaulieu | Slalom gigante parallelo maschile  | 1'24"52        | 27º            | Non qualificato      | Non qualificato      | Non qualificato      | Non qualificato      | Non qualificato |
| Arnaud Gaudet      | Slalom gigante parallelo maschile  | 1'24"43        | 26º            | Non qualificato      | Non qualificato      | Non qualificato      | Non qualificato      | Non qualificato |
| Jules Lefebvre     | Slalom gigante parallelo maschile  | 1'22"94        | 20º            | Non qualificato      | Non qualificato      | Non qualificato      | Non qualificato      | Non qualificato |
| Kaylie Buck        | Slalom gigante parallelo femminile | 1'30"14        | 21ª            | Non qualificata      | Non qualificata      | Non qualificata      | Non qualificata      | Non qualificata |
| Megan Farrell      | Slalom gigante parallelo femminile | 1'28"37        | 10ª            | Ulbing P +0"50       | Non qualificata      | Non qualificata      | Non qualificata      | Non qualificata |
| Jennifer Hawkrigg  | Slalom gigante parallelo femminile | DNF            | DNF            | Non qualificata      | Non qualificata      | Non qualificata      | Non qualificata      | Non qualificata |

Cross
| Atleta                       | Evento                    | Posizionamento | Posizionamento | Ottavi    | Quarti          | Semifinale      | Finale / Finale B | Finale / Finale B |
| Atleta                       | Evento                    | Tempo          | Posizione      | Posizione | Posizione       | Posizione       | Posizione         | Totale            |
| ---------------------------- | ------------------------- | -------------- | -------------- | --------- | --------------- | --------------- | ----------------- | ----------------- |
| Éliot Grondin                | Snowboard cross maschile  | 1'16"29        | 1º             | 1º Q      | 1º Q            | 1º Q            | 2º                |                   |
| Kevin Hill                   | Snowboard cross maschile  | 1'19"45        | 26º            | 4º        | Non qualificato | Non qualificato | Non qualificato   | 27º               |
| Liam Moffatt                 | Snowboard cross maschile  | 1'18"45        | 13º            | 3º        | Non qualificato | Non qualificato | Non qualificato   | 19º               |
| Zoe Bergermann               | Snowboard cross femminile | 1'25"84        | 24ª            | 2ª Q      | 4ª              | Non qualificata | Non qualificata   | 15ª               |
| Tess Critchlow               | Snowboard cross femminile | 1'26"13        | 26ª            | 2ª Q      | 1ª Q            | 3ª QB           | 3ª                | 6ª                |
| Audrey McManiman             | Snowboard cross femminile | 1'24"98        | 13ª            | 2ª Q      | 3ª              | Non qualificata | Non qualificata   | 11ª               |
| Meryeta O'Dine               | Snowboard cross femminile | 1'23"01        | 3ª             | 1ª Q      | 1ª Q            | 1ª Q            | 3ª                |                   |
| Tess Critchlow Liam Moffatt  | Snowboard cross a squadre | N.D.           | N.D.           | N.D.      | 3ª              | Non qualificati | Non qualificati   | =9ª               |
| Éliot Grondin Meryeta O'Dine | Snowboard cross a squadre | N.D.           | N.D.           | N.D.      | 2ª Q            | 2ª Q            | 3ª                |                   |